# Piper flavifructum
Piper flavifructum är en pepparväxtart som beskrevs av William Trelease. Piper flavifructum ingår i släktet Piper och familjen pepparväxter. Inga underarter finns listade i Catalogue of Life.